# Guan Jiang
Guan Jiang är ett vattendrag i Kina. Det ligger i den autonoma regionen Guangxi, i den södra delen av landet, omkring 440 kilometer nordost om regionhuvudstaden Nanning.
Genomsnittlig årsnederbörd är 1 959 millimeter. Den regnigaste månaden är april, med i genomsnitt 306 mm nederbörd, och den torraste är oktober, med 47 mm nederbörd.